# Hans Bachmann (Biologe)

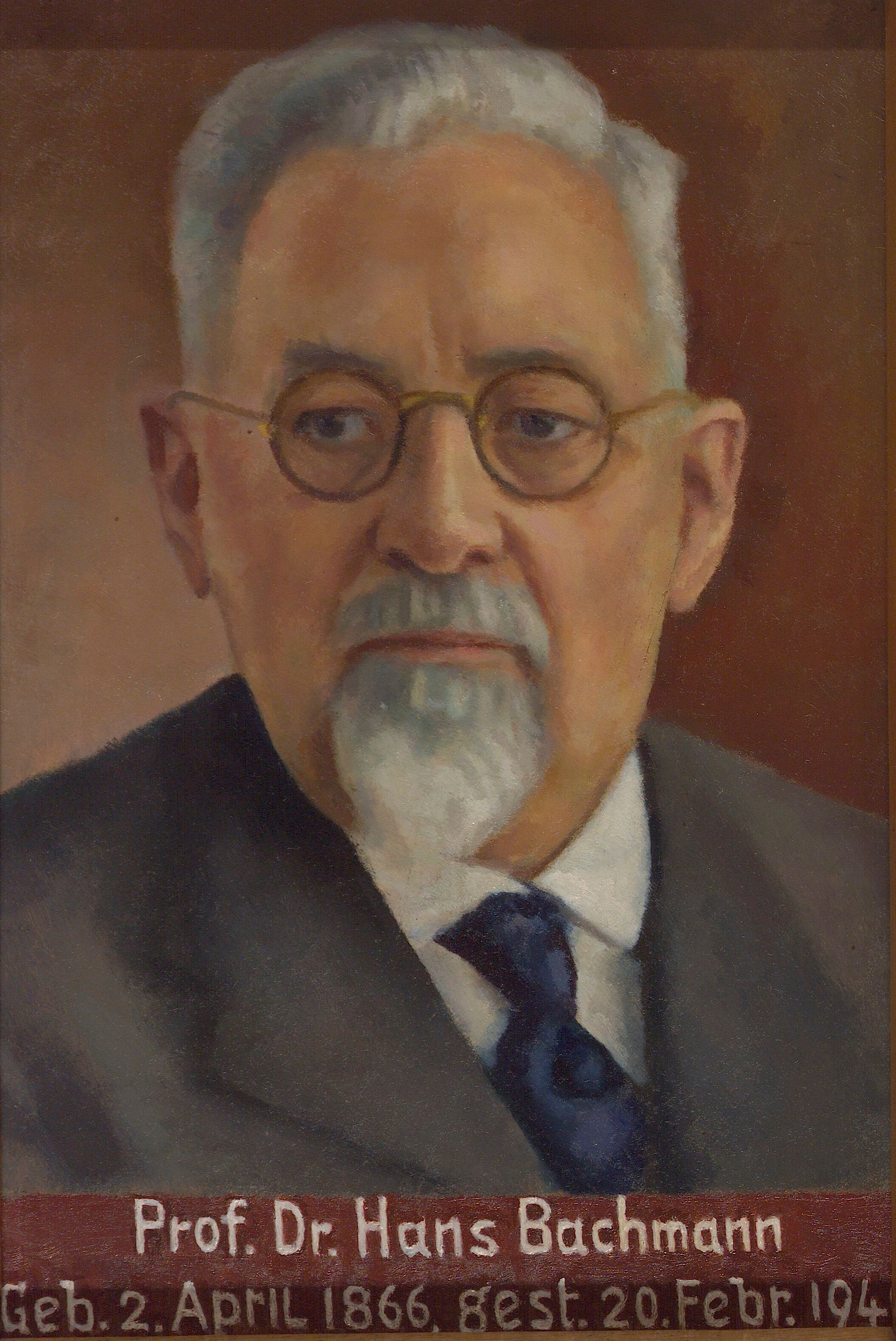
Porträt von Hans Bachmann

Johann Bachmann (* 2. April 1866 in Lieli LU; † 20. Februar 1940 in Luzern) war ein Schweizer Hydrobiologe.

## Leben
Zunächst Primarlehrer, dann kurzzeitig Priester und Hauslehrer, begann Bachmann nach Abschluss der Kantonsschule Luzern ein naturwissenschaftliches Studium an der Universität Basel. Zuerst studierte er Mathematik und Physik, wandte sich dann der Biologie zu. Nach der Promotion 1895 war er von 1892 bis 1936 als Lehrer für Naturgeschichte an der Kantonsschule Luzern tätig. Neben dieser Tätigkeit führte er hydrobiologische Studien durch und wurde zum Förderer dieser Forschungsrichtung in der Schweiz. Er erforschte das Phytoplankton, u. a. in vergleichenden Studien in Schottland, Russland, Grönland und Ostafrika. Ausserdem begründete er eine Seetypenlehre für die Schweiz.
Bachmann war Präsident der hydrobiologischen Kommission der Schweizerischen Naturforschenden Gesellschaft und später Präsident der Naturforschenden Gesellschaft Luzern. 1924 wurde er zum Doktor ehrenhalber der ETH Zürich ernannt.

## Werke (Auswahl)
- Einfluss der äusseren Bedingungen auf die Sporenbildung von Thamnidium elegans Link, Diss. phil. Univ. Basel, 1895.
- Der naturkundliche Unterricht in der Volksschule: Vortrag an der Versammlung der Sektion des schweizerischen Lehrervereins in Luzern den 3. April 1899. Luzern 1899.
- Botanische Untersuchungen des Vierwaldstättersees. Bornträger, Leipzig 1903.
- Botanische Exkursionen im Golfe von Neapel. Schill, Luzern 1904 (Jahresbericht über die Höhere Lehranstalt zu Luzern. 1903/04, Beilage).
- Der Speziesbegriff: Vortrag. Keller, Luzern 1906.
- Xaver Arnet, Professor der Physik an der höhern Lehranstalt in Luzern, 1844–1906. Schills Erben, Luzern 1906 (Jahresbericht über die Höhere Lehranstalt zu Luzern. 1905/06, Beilage).
- Schulinspektor Josef Stutz. Schills Erben, Luzern 1909 (Jahresbericht über die Höhere Lehranstalt zu Luzern. 1908/09, Beilage).
- Eine Studienreise nach Grönland. Schills Erben, Luzern 1910 (Jahresbericht über die Höhere Lehranstalt zu Luzern. 1909/10, Beilage).
- Das Phytoplankton des Süsswassers, mit besonderer Berücksichtigung des Vierwaldstättersees. G. Fischer, Jena 1911.
- Eingabe an das eidgenössische Departement des Innern, Bern: Projekt für eine eidgenössische Station für Fischerei und Gewässerkunde am Vierwaldstättersee. Luzern 1912.
- Finanzdirektor Bernhard Amberg. Schills Erben, Luzern 1915 (Jahresbericht über die Höhere Lehranstalt zu Luzern. 1914/15, Beilage).
- Beiträge zur Algenflora des Süsswassers von Westgrönland. In: Mitteilungen der Naturforschenden Gesellschaft Luzern. Heft 8, 1921.
- Nekrolog über Alt-Rektor Dr. J. Bucher. Schill, Luzern 1926 (Jahresbericht über die Höhere Lehranstalt zu Luzern. 1925/26, Beilage).